# Богословија Светог Саве у Београду
Богословија Светог Саве је средња православна богословска школа Српске православне цркве у Београду.

## Историјат

### Доситејева богословија
Прву београдску богословију је 1810. године, основао Доситеј Обрадовић, тадашњи попечитељ просвештенија (министар просвете) Правитељствујушчег совјета сербског. За потребе њеног рада, уступио је једну турску кућу на углу улица Браће Југовића и Доситејеве, коју је раније: "од народа добио". Кућа је имала 14 соба, две кухиње, чардак, хамамџик (купатило) и коњушницу у дворишту.
За првог управника богословије је постављен Вићентије Ракић, игуман манастира Фенек. Богословија је радила само до 1813. године, када су Београд поново заузели Турци. Школовање богослова у Кнежевини Србији је привремено заустављено, па настављено 1836. године у Клирикалној школи при Кнежевом конаку у Крагујевцу, захваљујући митрополиту београдском Петру Јовановићу.

### Богословија „Светог Саве“
Митрополит Михаило Јовановић обнавља школовање богослова у Београду 1883. године, када отвара друго одељење богословије. Он је 1896. године преименовао ово одељење у Богословија „Светог Саве“ и школовање од тада почиње трајати девет година.
Након реформи 1920. године, богословија је измештена у Сремске Карловце. Престала је са радом на почетку Априлског рата 1941. године. Њен рад је обновљен 1949. године при манастиру Раковица.
У зграду на Карабурми, где је и данас смештена, Богословија прелази школске 1957/58. године.

## Школовање
За упис у богословију, потребно је имати завршену основну школу и писану препоруку свештеника упућеном надлежном архијереју. Време и место обављања пријемног испита одређује епископ.

Одлуком Светог архијерејског синода Српске православне цркве из септембра 2006. године, школовање у богословијама траје пет година. Током школовања се проучава Свето писмо (Стари завет, Нови завет), библијска историја, историја хришћанске цркве, црквено појање, катихизис, апологија вере, литургика, патрологија, догматика, црквено право, педагогика, омилитика, историја религије са сектама, историја Српске цркве, филозофија, етика са аскетиком,  и информатика. Будући богослови поред српског, уче још руски, грчки, енглески и црквенословенски језик.
Богословију тренутно похађа 120 ученика.

## Живот у Богословији
Ученици богословије живе у интернату. Радни дан ученика богословије је строго испланиран од устајања до одласка на спавање, а увек почиње јутарњом службом у капели. Након тога следи доручак, настава, дневне активности... Дан се завршава вечерњом молитвом.
Забрањено им је пушење, конзумирање алкохолних пића, коцкање, лагање, псовање, одлазак у кафане, напуштање интерната ван одређеног времена без одобрења васпитача или ректора...

## Посебне службе

### Библиотека
Библиотека Богословије „Светог Саве“ следи традицију из 1836. године, према којој је основана библиотека Београдске богословије.
Богословија „Светог Саве“ поседује библиотеку у којој се чува 18.000 књига.

## Крсна слава
Крсна слава Богословије „Светог Саве“ јесте празник Спаљивања моштију Светог Саве, који се празнује 10. маја (27. априла по старом календару).

## Ректори
| Фотографија | Титула и име архијереја ректора             | Почетак | Крај  |
| ----------- | ------------------------------------------- | ------- | ----- |
|             | Епископа шабачко-ваљевски Јован Велимировић | 1952.   |       |
|             | Протојереј-ставрофор Душан Кашић            | 1960.   | 1977. |
|             | Протојереј-ставрофор Душан Дачић            | 1978.   |       |
|             | Протојереј-ставрофор Драган Протић          |         |       |

## Алумни
- Свети владика Николај (Велимировић) жички и охридски;
- Митрополит црногорско-приморски Амфилохије;
- Епископ врањски (1984−1991) и епископ браничевски Сава Андрић (1991−1993);
- Епископ далматински Иринеј (1931−1952);
- Епископ пожаревачко-браничевски Игнатије, бивши декан Православног богословског факултета Универзитета у Београду (2018−2021);
- Епископ шумадијски Јован (2001);
- Епископ шумадијски Сава (1977−2001);
- умировљени епископ нишки Јован;